# Ludo Philippaerts
Ludo Philipaerts est un cavalier belge de saut d'obstacles né le 22 juin 1963 à Genk. Son copieux palmarès le sacre comme le meilleur cavalier de saut d'obstacles belge de l'histoire.

## Palmarès mondial
- 2001 : médaille d'argent en individuel aux championnats d'Europe de Arnhem aux Pays-Bas avec Otterongo van de Kopshoeve.
- 2006 : vainqueur du Global Champions Tour.